# Liga Nacional de Básquet Femenino
La Liga Nacional de Básquet Femenino fue un certamen anual de baloncesto organizado por la Federación Femenina de Básquetbol de la República Argentina. Se disputó entre 1987 y 2011 y fue el máximo certamen femenino entre clubes argentinos de básquet hasta ser reemplazado por el Campeonato Argentino Femenino de Clubes de Básquet, que a su vez fue reemplazado por el Torneo Federal.
El campeón, y en ocasiones el subcampeón, clasificaban al Sudamericano Femenino de Clubes de Básquetbol.
El Club Atlético Vélez Sarsfield es el máximo ganador con 8 títulos, seguido por el Club Atlético Platense que totalizó 5.

## Palmarés
A continuación, se detallan el historial de campeones de la Liga Nacional:

### Por edición
| Año  | Campeón                  | Resultado  | Subcampeón                     |
| ---- | ------------------------ | ---------- | ------------------------------ |
| 1987 | Provincial (1)           |            | Vélez Sarsfield                |
| 1988 | Provincial (2)           |            |                                |
| 1989 | Provincial (3)           |            |                                |
| 1990 | Platense (1)             |            |                                |
| 1991 | Sportsmen de Rosario (1) |            |                                |
| 1992 | Provincial (4)           |            |                                |
| 1993 | Newell's Old Boys (1)    |            | Atlético Echagüe Club (Paraná) |
| 1994 | Platense (2)             |            |                                |
| 1995 | Vélez Sarsfield (1)      |            |                                |
| 1996 | Vélez Sarsfield (2)      |            |                                |
| 1997 | Obras Sanitarias (1)     |            |                                |
| 1998 | Platense (3)             | 64-53      | Vélez Sarsfield                |
| 1999 | Platense (4)             | Final Four | Libertad de Sunchales          |
| 2000 | Platense (5)             | Final Four | Racing Club de Gualeguaychú    |
| 2001 | Vélez Sarsfield (3)      |            |                                |
| 2002 | San Agustín (1)          | Final Four | Club Obras Sanitarias          |
| 2003 | San Agustín (2)          | Final Four | Deportivo Central              |
| 2004 | Deportivo Central (1)    | Final Four | Unión Florida                  |
| 2005 | Unión Florida (1)        | Final Four | San Agustín                    |
| 2006 | Vélez Sarsfield (4)      | Final Four | Unión Florida                  |
| 2007 | Vélez Sarsfield (5)      | 64-53      | Unión Florida                  |
| 2008 | Central Entrerriano (1)  | 74-57      | Vélez Sarsfield                |
| 2009 | Vélez Sarsfield (6)      | 77-71      | Unión Florida                  |
| 2010 | Vélez Sarsfield (7)      | Final Four | Unión Florida                  |
| 2011 | Vélez Sarsfield (8)      | 62-53      | Lanús                          |

### Por club
| Posición | Club                | Títulos | Años de los títulos                            |
| -------- | ------------------- | ------- | ---------------------------------------------- |
| 1.º      | Vélez Sarsfield     | 8       | 1995, 1996, 2001, 2006, 2007, 2009, 2010, 2011 |
| 2.º      | Platense            | 5       | 1990, 1994, 1998, 1999, 2000                   |
| 3.º      | Provincial          | 5       | 1987, 1988, 1989, 1992                         |
| 4.º      | San Agustín         | 2       | 2002, 2003                                     |
| 5.º      | Atlantic Sportsmen  | 1       | 1991                                           |
| 5.º      | Obras Sanitarias    | 1       | 1997                                           |
| 5.º      | Deportivo Central   | 1       | 2004                                           |
| 5.º      | Unión Florida       | 1       | 2005                                           |
| 5.º      | Central Entrerriano | 1       | 2008                                           |
| 5.°      | Newell's Old Boys   | 1       | 1993                                           |